# Панайотіс Псоміадіс
Панайотіс Псоміадіс (грец. Παναγιώτης Ψωμιάδης, 20 січня 1948, Салоніки) — грецький політик, периферіарх Центральної Македонії 2011 - 2013, номарх Салонік 2003 - 2011.   

## Біографічні відомості
Народився 1948 року в Салоніках в родині понтійських греків Харалампія і Хрисули Псоміадіс. Родину переселили з міста Котіора (сучасне місто Орду, Туреччина), спочатку в Като-Пороя, Серрес. З раннього дитинства Панайотіс Псоміадіс займався спортом, був чемпіоном з бігу на дистанцію 400 м, і досі є членом Національної легкоатлетичної асоціації Греції. Навчався у школі ДЕЛАСАЛ (Σχολή ΔΕΛΑΣΑΛ), потім у школі Анаргіріос і Коргіаленіос, а пізніше — в Академії фізичної культури. Роки військової служби відбув при Військовому інституті фізичної культури.
Одружений з Юлією Халватзі, має двох доньок. Мав двох братів: старший Леонідас Псомідаіс помер 2008 року, другий брат Діонісіос Псоміадіс — грецький політик, нині обіймає посаду антиперіферіарха Центральної Македонії з розвитку планування, інфраструктури та фінансів.

## Політична кар'єра
У політику прийшов 1982 року, коли був обраний членом міської ради міста Салоніки. Згодом переобирався у раду від партії Нова демократія у 1990, 1993, 1996 та 2000 роках. У 2002 році обраний префектом (номархом) ному Салоніки, злобувши 50,1% голосів виборців. 2006 року його мандат було продовжено (48,24% голосів виборців).
29 листопада 2009 року Панайотіс Псоміадіс поступився у боротьбі за лідерство у партії «Нова демократія», набравши тільки 10,06% голосів партійців.
На місцевих виборах 2011 року обраний периферіархом Центральної Македонії. Вибори проводилися згідно з новою державною Програмою «Каллікратіс», за якою номи Греції були скасовані, а до складу периферії Центральна Македонія увійшли номи Салоніки, Халкідіки, Іматія, Пелла, Пієрія, Кілкіс, Серрес. Від 1 січня 2011 року приступив до своїх обов'язків.

## Громадська діяльність
Панайотіс Псоміаді є одним з небагатьох грецьких політиків, хто підтримує та активно розвиває зв'язки грецьких общин із етнічними греками України, Росії, Грузії тощо. Також він є ініціатором неодноразового слухання, так званого, «Понтійського питання» щодо визнання геноциду греків малоазійського Понту турками в Османській імперії за період 1916—1923 років.. Член понтійських товариств «Відродження» («Η Αναγέννηση») і «Панагія Сумела» («Παναγία Σουμελά»). За його підтримки до 2011 року діяв Центр дослідження і розвитку грецької культури країн Причорномор'я «Маврі Таласса».

## Судові справи
25 вересня 2002 року виявилося, що Панайотіс Псоміадіс незаконно отримав дозвіл на будівництво нерухомості в Халкідікі, яка нібито призначалася його матері. 7 вересня 2010 прокурор порушив кримінальну справу проти Псоміадіса за позовами туристичних офісів школи транспорту в Салоніках та самої школи. В середині жовтня 2010 року Панайотіс Псоміадіс був втягнутий у скандал із Ватопедським монастирем, він звинувачувався у незаконному обміні 76 акрів землі в префектурі Салоніки.
2009 року Панайотіса Псоміадіса звинуватили у незаконному зниженні розміру штрафів власнику автозаправної станції, який продавав розріджений газ. Через подану апеляцію слухання справи переносили 4 рази. 7 квітня 2011 року вироком суду став 1 рік умовно. Однак 9 квітня позивачі оголосили про намір позиватись до Аріос Пагос, вимагаючи зняття Псоміадіса з посдаи периферіарха та заборонити йому брати участь у наступній виборчій кампанії.